# Chanelle van Wyk
Chanelle van Wyk, née le 23 juillet 1989 en Afrique du Sud, est une nageuse sud-africaine.

## Carrière
Chanelle van Wyk est médaillée d'argent du 200 mètres papillon aux Jeux africains de 2003 à Abuja. Aux Jeux afro-asiatiques de 2003 à Hyderabad, elle obtient la médaille d'argent du 100 mètres papillon et la médaille de bronze des 50 et 200 mètres papillon.
Elle remporte ensuite la médaille d'argent du 50 mètres dos et la médaille d'or du 4 x 100 mètres nage libre aux Jeux africains de 2007 à Alger.
Aux Championnats d'Afrique de natation 2010 à Casablanca, elle obtient la médaille d'or du 50 mètres dos, du 100 mètres dos et des relais 4 x 100 mètres nage libre et 4 x 100 mètres quatre nages, ainsi que la médaille de bronze du 50 mètres nage libre et du 50 mètres papillon.